# イヴォンヌ・ミントン
イヴォンヌ・ミントン（Yvonne Minton, 1938年12月4日 - ）は、オーストラリア出身の声楽家。ニュー・サウス・ウェールズ州シドニー出身。ワーグナーやリヒャルト・シュトラウス、ベルクの楽劇での活躍や、マーラー歌手としての活躍により有名である。
奨学金を得てシドニー音楽院で声楽を学び、キャンベラの声楽コンテストのほか、数多くのコンクールで優勝する。オーストラリア屈指のコントラルト歌手となり、しばしばテレビやラジオに出演し、シドニーやクイーンズランドのオーケストラと共演した。
1961年にオーストラリアを離れてロンドンで研鑽を積む。同年、オランダのヘルトーヘンボス（Hertogenbosch）の国際声楽コンクールにおいて、最優秀アルト歌手としてキャスリーン・フェリアー賞を授与された。ニコラス・モーのオペラ《ワンマンショー One Man Show 》の初演においてマギー・デンプスター役により、オペラ歌手としてのデビューを果たす。
その後間もなく、コヴェント・ガーデン王立歌劇場に定期的に出演。それ以来、欧米各地の歌劇場に出演し、イギリスの主要なオーケストラと共演した。ザルツブルク音楽祭やバイロイト音楽祭にも出演。1972年、リヒャルト・シュトラウスの《ばらの騎士》のオクタヴィアン役により、メトロポリタン歌劇場にデビューを果たした。1979年に、音楽界における功労が認められ、大英帝国勲章を授与された。
ソプラノからアルトまで幅広い音域を柔軟にこなし、近現代の音楽への造詣の深さから、ピエール・ブーレーズやダニエル・バレンボイムなどと共演してシェーンベルク作品などの録音を残した。